# George Grey Barnard
George Grey Barnard (Bellefonte, 24 de maio de 1863 — Nova Iorque, 24 de abril de 1938), muitas vezes escrito George Gray Barnard, foi um escultor americano que se formou em Paris. É especialmente conhecido por sua alegórica “Luta das Duas Naturezas no Homem” no Museu Metropolitano de Arte, seus grupos de esculturas gêmeas no Capitólio Estadual da Pensilvânia e sua “estátua de Lincoln” em Cincinnati, Ohio. Suas principais obras são em grande parte de caráter simbólico. Sua coleção pessoal de fragmentos arquitetônicos medievais tornou-se parte central do The Cloisters em Nova Iorque.

## Biografia

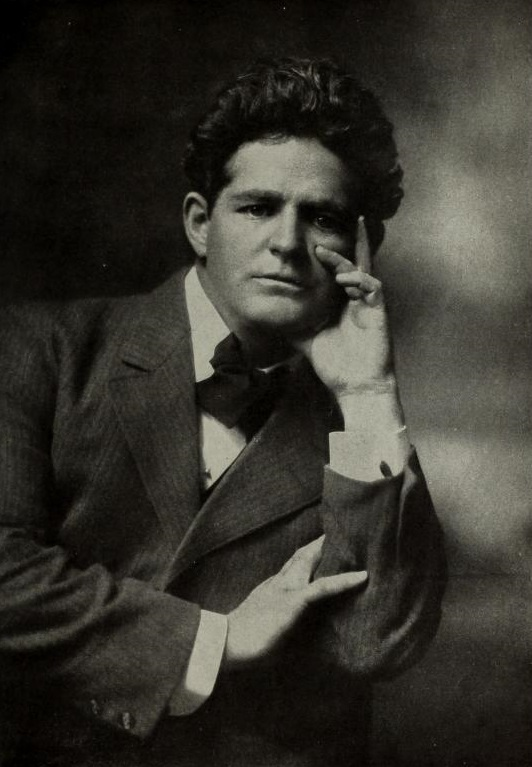
Retrato de George Gray Barnard em 1908

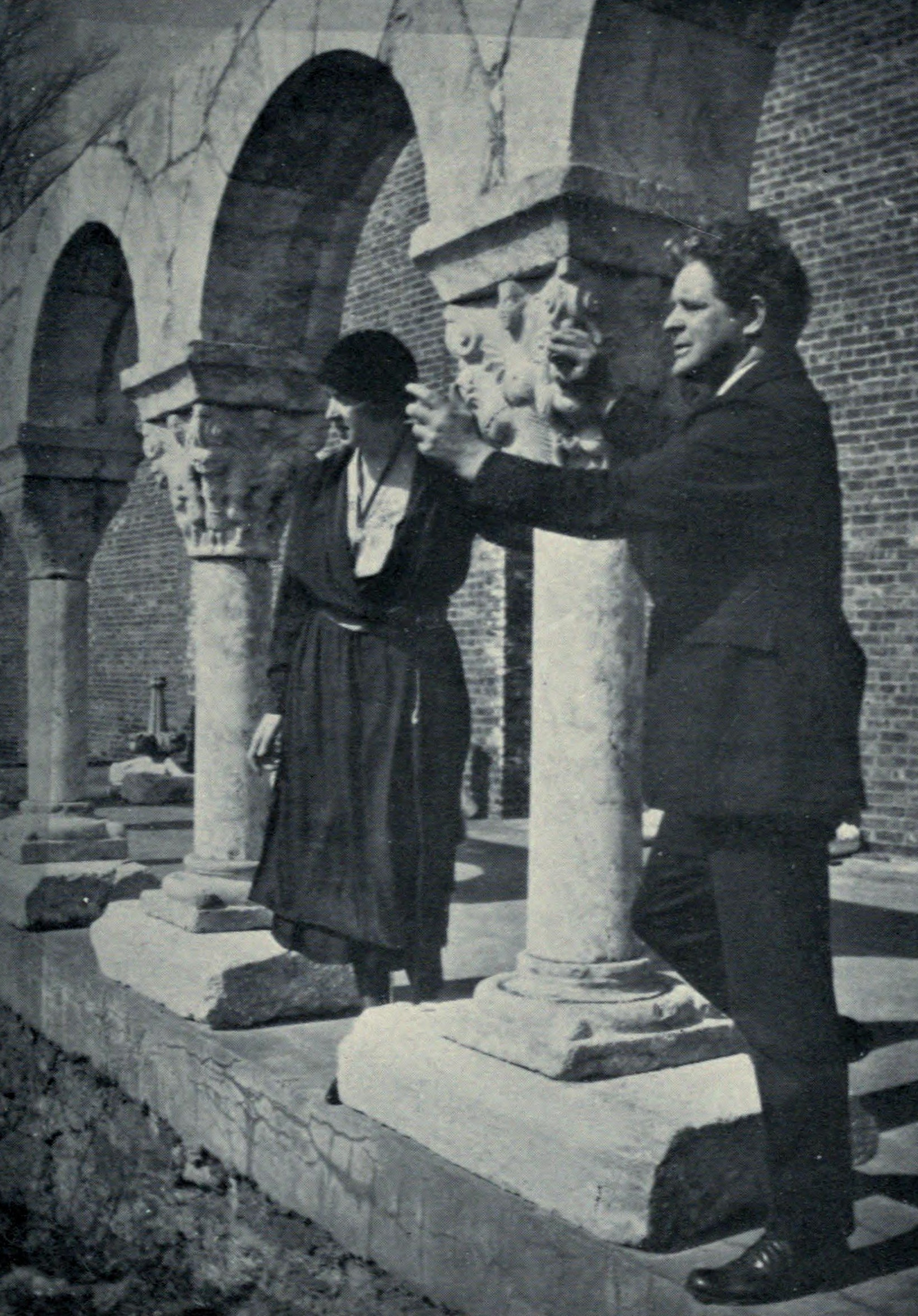
Barnard e Clare Sheridan visitando The Cloisters em Nova Iorque, 1921

Barnard nasceu em Bellefonte, Pensilvânia, mas cresceu em Kankakee, Illinois, filho do reverendo Joseph Barnard e Martha Grubb.
Barnard estudou pela primeira vez no Art Institute of Chicago sob a orientação do escultor Leonard Volk. O prêmio que lhe foi atribuído por um busto de mármore de Uma Jovem permitiu-lhe ir a Paris,> onde, durante um período de três anos e meio, frequentou a École nationale supérieure des beaux-arts em Paris (1883-1887), trabalhando também no atelier de Pierre-Jules Cavelier. Morou em Paris por doze anos e obteve um grande sucesso com sua primeira exposição no Salon de 1894. Voltou para a América em 1896 e casou-se com Edna Monroe de Boston. Ensinou na Liga de estudantes de Arte de Nova York de 1900 a 1903, sucedendo Augustus Saint-Gaudens. Ele retornou à França e passou os próximos oito anos trabalhando em seus grupos de escultura para o Capitólio Estadual da Pensilvânia. Foi eleito membro associado da Academia Nacional de Desenho em 1899 e acadêmico em 1902.
Uma forte influência de Rodin é evidente em seus primeiros trabalhos. Suas principais obras incluem a alegórica “Luta das duas Naturezas no Homem” (1894, no Museu Metropolitano de Arte, Nova Iorque); The Hewer (1902, no Cairo, Illinois); The Great God Pan (1899, na Universidade Columbia); a Rose Maiden (c. 1902, em Muscatine, Iowa), a simples e graciosa Maidenhood (1896, em Brookgreen Gardens, Murrells Inlet).
The Great God Pan (1899), uma das primeiras obras que Barnard concluiu após seu retorno à América, foi originalmente destinada ao Edifício Dakota no Central Park West. Alfred Corning Clark, construtor do Dakota, financiou o início da carreira de Barnard; quando Clark morreu em 1896, a família Clark dooi as Duas Naturezas de Barnard ao Museu Metropolitano de Arte em sua memória, e o gigante de bronze Pan foi doado à Universidade de Columbia, pelo filho de Clark, Edward Severin Clark.
Em 1911, ele completou dois grandes grupos de esculturas para o novo Capitólio Estadual da Pensilvânia: The Burden of Life: The Broken Law e Love and Labor: The Unbroken Law. Entre os dois grupos, eles apresentam 27 figuras.
Suas estátuas de Abraham Lincoln (1917) atraíram acaloradas controvérsias por causa de suas características toscas e postura curvada. A primeiro estátua está no Lytle Park em Cincinnati, Ohio; a segunda em Manchester, Inglaterra (1919); e a terceira em Louisville, Kentucky (1922).
O negociante de arte francês René Gimpel o descreveu em seu diário (1923), como “um excelente escultor americano” que está “muito absorto em esculpir uma fortuna com o comércio de obras de arte”. Barnard tinha uma maneira pessoal de comando: “Ele fala da arte como se fosse uma ciência cabalística da qual ele é o único astrólogo”, escreveu o antipático Gimpel; “ele fala para impressionar. Ele é uma espécie de Rasputin da crítica. Os Rockefellers são sua família imperial. E os traficantes o cortejam.”
Interessado em arte medieval, Barnard reuniu fragmentos descartados de arquitetura medieval de aldeias francesas antes da Primeira Guerra Mundial. Ele estabeleceu esta coleção em um prédio de tijolos semelhante a uma igreja perto de sua casa em Washington Heights, Manhattan, na cidade de Nova Iorque. A coleção foi comprada por John D. Rockefeller, Jr. em 1925 e faz parte do núcleo da coleção The Cloisters, parte do Museu Metropolitano de Arte. Pelo menos um objeto, vendido ao Museu de Belas Artes de Boston em 1924, ele ofereceu com proveniência enganosa.
Barnard morreu após um ataque cardíaco em 24 de abril de 1938 no Harkness Pavilion, Centro Médico da Universidade de Columbia, em Nova Iorque. Ele estava trabalhando em uma estátua de Abel, traído por seu irmão Caim, quando adoeceu. Ele está enterrado no Cemitério de Harrisburg em Harrisburg, Pensilvânia.

### Avaliação de 1913 por Lorado Taft
George Gray Barnard é um ocidental, embora tenha nascido na Pensilvânia, onde seus pais residiam temporariamente em 1863. O pai do escultor é um clérigo, e as fortunas do ministério depois o levaram a Chicago e daí a Muscatine, Iowa, onde o filho passou sua infância. Não se pode duvidar que essas circunstâncias tiveram profunda influência sobre o caráter do jovem artista. Nela há algo da grandeza das pradarias ocidentais, algo da audácia de uma vida sem tradição ou precedente, uma intensidade ardente de entusiasmo; sobretudo, um forte elemento de misticismo que permeia tudo o que Barnard faz ou pensa.

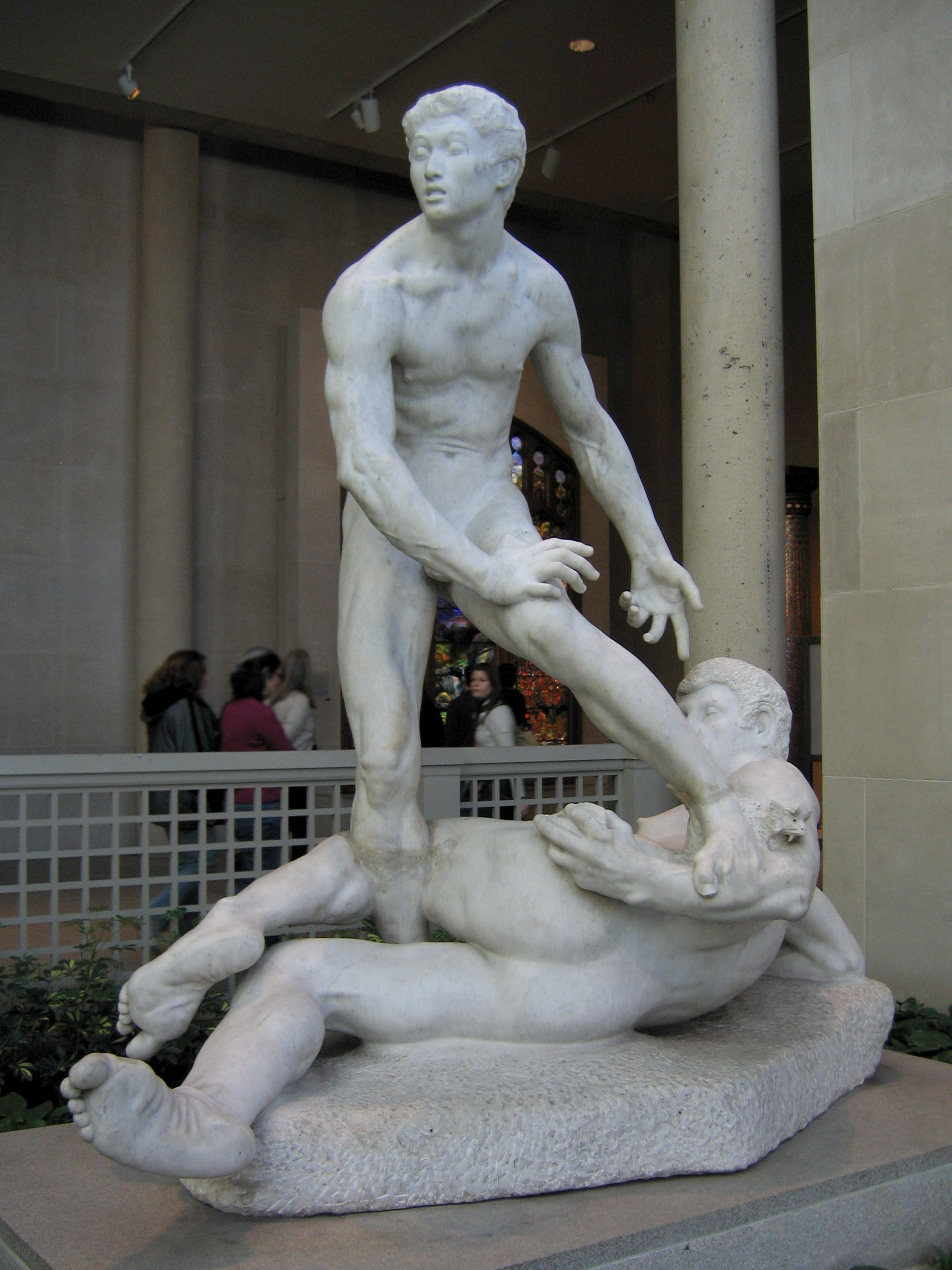
Luta das Duas Naturezas no Homem (mármore, 1892-1894), Museu Metropolitano de Arte

As histórias de suas lutas estudantis em Chicago e Paris são familiares. O primeiro resultado de todo esse auto-sacrifício tornou-se tangível naquele grupo inicial, uma lápide para a Noruega, em que o jovem retratou “Amor Fraterno”, uma obra de “charme estranho e indescritível”.
Em 1894 Barnard completou seu célebre grupo, Duas Naturezas, sobre o qual trabalhou, em argila e mármore, por vários anos. Essa conquista deu-lhe de imediato uma posição de destaque na Europa, e seu trabalho tem sido de interesse para o público culto das capitais do mundo. Em seguida, seguiu-se um extraordinário Norwegian Stove, um caso monumental ilustrativo da mitologia escandinava; e Maidenhood e o Hewer.

A grande obra dos últimos anos de Barnard foi a decoração do Capitólio da Pensilvânia. Foi dito que ele era “o único ligado àquele edifício que não foi manchado”; mas sua parte é uma história de heroísmo e triunfo. O escritor ainda não viu os enormes grupos no local, mas está familiarizado com fragmentos que conquistaram o elogio entusiástico dos melhores escultores de Paris. São concepções inspiradoras que apontam o caminho para realizações ainda mais poderosas na escultura americana.

## Trabalhos selecionados

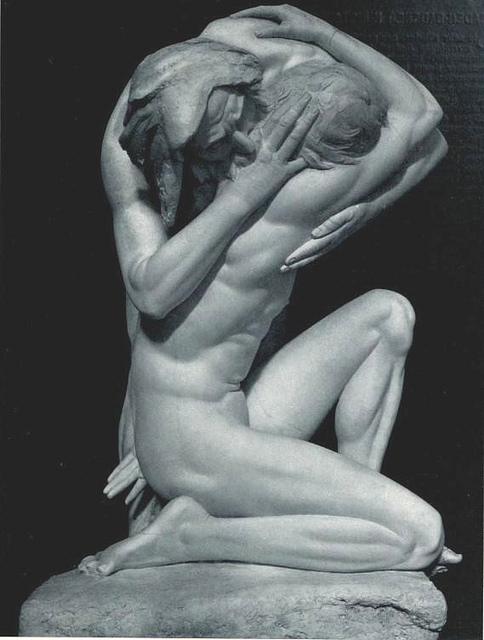
O Filho Pródigo (1904), Museu de Arte da Velocidade, Louisville, Kentucky

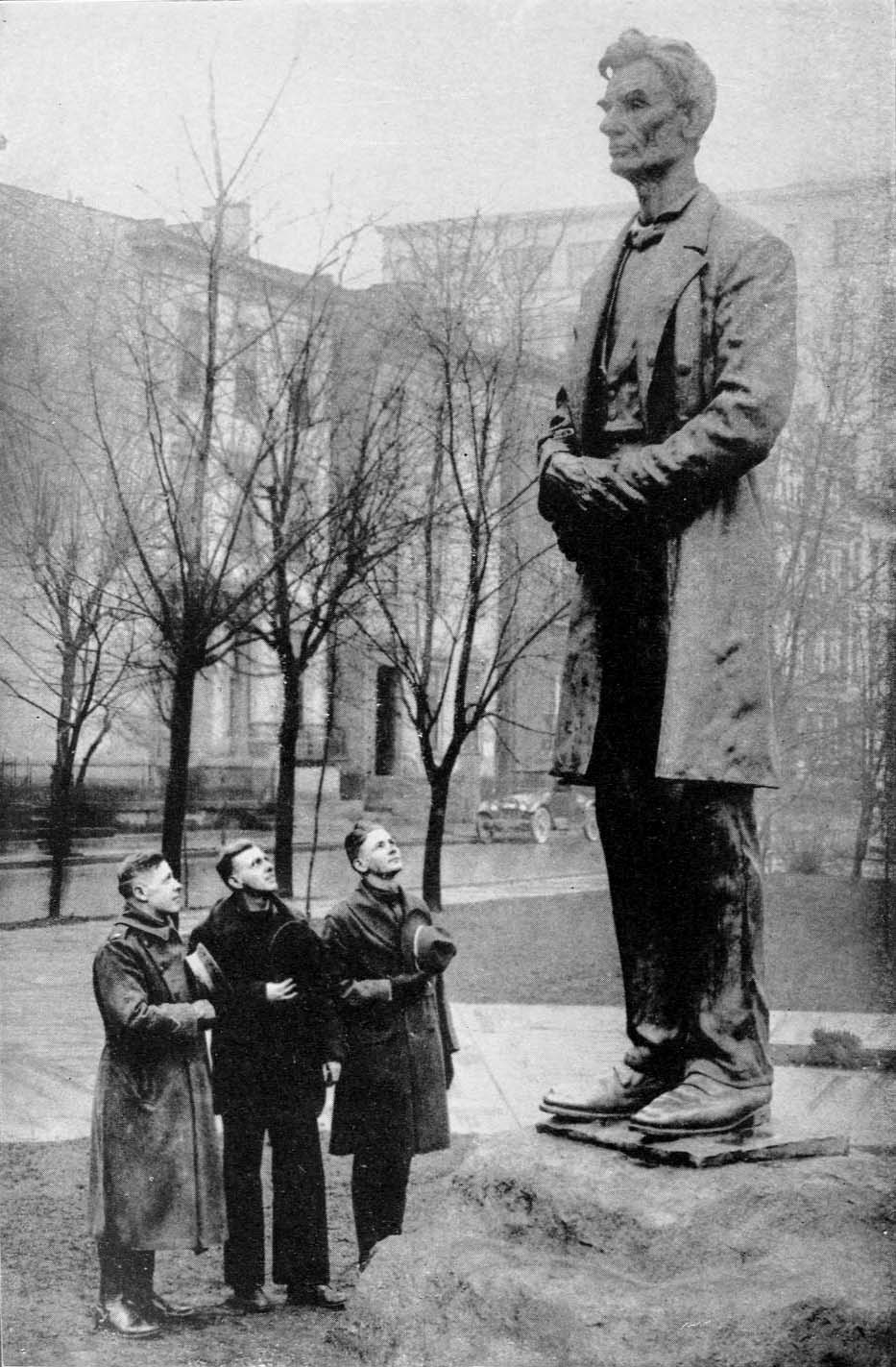
Estátua de Abraham Lincoln (bronze, 1917), Lytle Park, Cincinnati, Ohio

- The Boy (mármore, 1885), coleção particular[2]
- Cain (1886, destruído)[2]
- Brotherly Love (Two Friends) (mármore, 1886–87), Langesund, Noruega.[2]
  - Brotherly Love (bronze, 1886–87), Clark Art Institute, Williamstown, Massachusetts.[12]
  - Brotherly Love (mármore, 1894), Edward Severin Clark monumento, Cemitério de Lakewood, Cooperstown, Nova Iorque.[13]
- Luta das Duas Naturezas no Homem (mármore, 1892–1894), Museu Metropolitano de Arte.[2]
- Maidenhood (Innocence) (1896), Brookgreen Gardens, Murrell's Inlet, Carolina do Sul. Evelyn Nesbit posou como modelo.[14]
- Maiden with the Roses (Rose Maiden) (mármore, 1898), Cemitério de Greenwood, Muscatine, Iowa[2]
- Urn of Life (1898–1900), Carnegie Museum of Art, Pittsburgh, Pennsylvania.[15] Criado para guardar as cinzas do maestro da Metropolitan Opera, Anton Seidl.[16]
  - The Mystery of Life (mármore, 1895–1897), Museu Smithsoniano de Arte Americana, Washington, D.C. Exibido no Armory Show de 1913.[17]
  - The Birth (mármore, 1895–1897). Exibido no Armory Show de 1913.[17]
  - Solitude (Adam and Eve) (mármore, c. 1906). Exibido no Armory Show de 1913.[17] As versões em mármore estão no Taft Museum of Art em Cincinnati, Ohio;[18] o Chrysler Museum of Art em Norfolk, Virgínia;[19] e o Frances Lehman Loeb Art Center em Poughkeepsie, Nova Iorque.[20]
- The Great God Pan (1899), Dodge Hall Quadrangle, Universidade Columbia, Nova Iorque. Exibido na Paris Exposition de 1900,[21] e a  Exposição Panamericana de 1901 em Buffalo, Nova Iorque.[2]
- Transportation – Henry Bradley Plant Fountain (1900), Universidade de Tampa, Tampa, Flórida
- The Hewer (1902), Halliday Park, Cairo, Illinois, dedicado em 1906. Exibido na Exposição Universal de 1904.[22][2]
  - Uma versão em gesso está no Schwab Auditorium, Pennsylvania State University, University Park.[23]
  - Uma versão em mármore está em Kykuit, Pocantico Hills, Nova Iorque.
- Escultura arquitetônica (1902–1903), Teatro New Amsterdam, 214 West 42nd Street, Manhattan, Nova Iorque. As esculturas da fachada e do jardim na cobertura de Barnard foram removidas em 1937 e não foram localizadas.[24]
- O Filho Pródigo (1904). Uma das esculturas de Love and Labor: The Unbroken Law, no Capitólio Estadual da Pensilvânia.
  - O Filho Pródigo (mármore, 1904–1906), Carnegie Museum of Art, Pittsburgh, Pennsylvania.[25] Exibido na Armory Show de 1913.[17]
  - O Filho Pródigo (mármore, 1904), Speed Art Museum, Louisville, Kentucky.[26]
- 2 grupos de escultura pedimentais: History; The Arts (1913–1917), Main Branch, Biblioteca Pública de Nova Iorque, Manhattan
- Rising Woman (mármore, {{circa}|1916}}), Kykuit, Pocantico Hills, Nova Iorque.
  - Uma versão em gesso está no Schwab Auditorium, Pennsylvania State University, University Park.[23]
- Estátua de Abraham Lincoln (bronze, 1917), Lytle Park, Cincinnati, Ohio.
  - Abraham Lincoln (bronze, 1919), Lincoln Square, Manchester, Inglaterra
  - Abraham Lincoln (bronze, 1922), Louisville, Kentucky.
- Cabeça de Abraham Lincoln (mármore, 1919), Metropolitan Museum of Art.[27]
- Let There Be Light (bronze, c. 1922), Isaac Wolfe Bernheim monumento, Bernheim Arboretum e Floresta de Pesquisa, Clermont, Kentucky.
  - Uma réplica de mármore de 1928 marca o túmulo dos pais de Barnard no Cemitério Springvale, Madison, Indiana.[28]
  - Uma réplica de mármore de 1936 está na entrada do Scripps Park, Rushville, Illinois.[29]
- Adam and Eve Fountain (1923) Kykuit, Pocantico Hills, Nova Iorque.
- The Refugee (Grief) (mármore, 1930), Metropolitan Museum of Art.[30]

## Galeria

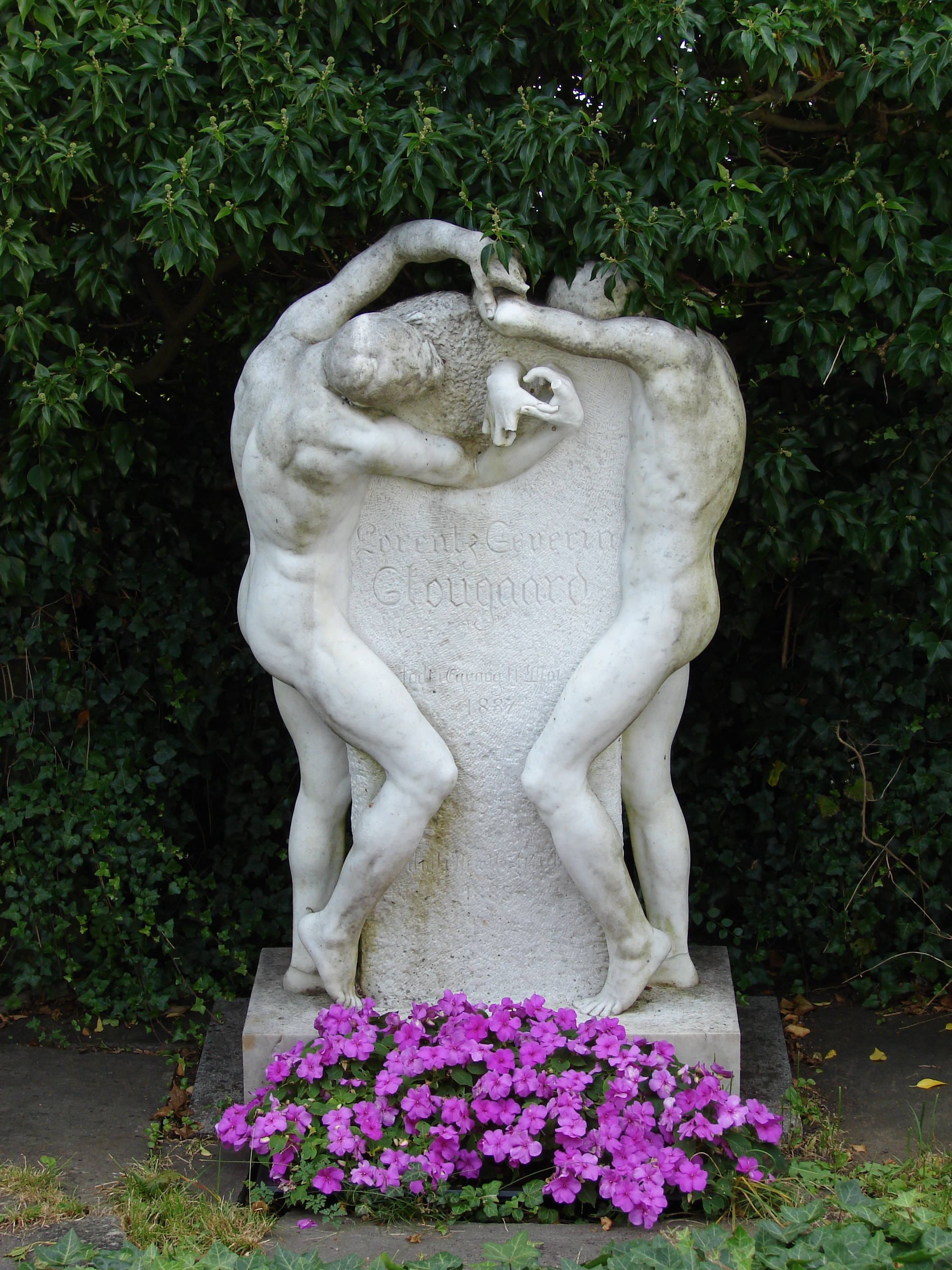
Brotherly Love (1886–87), Langesund, Noruega.
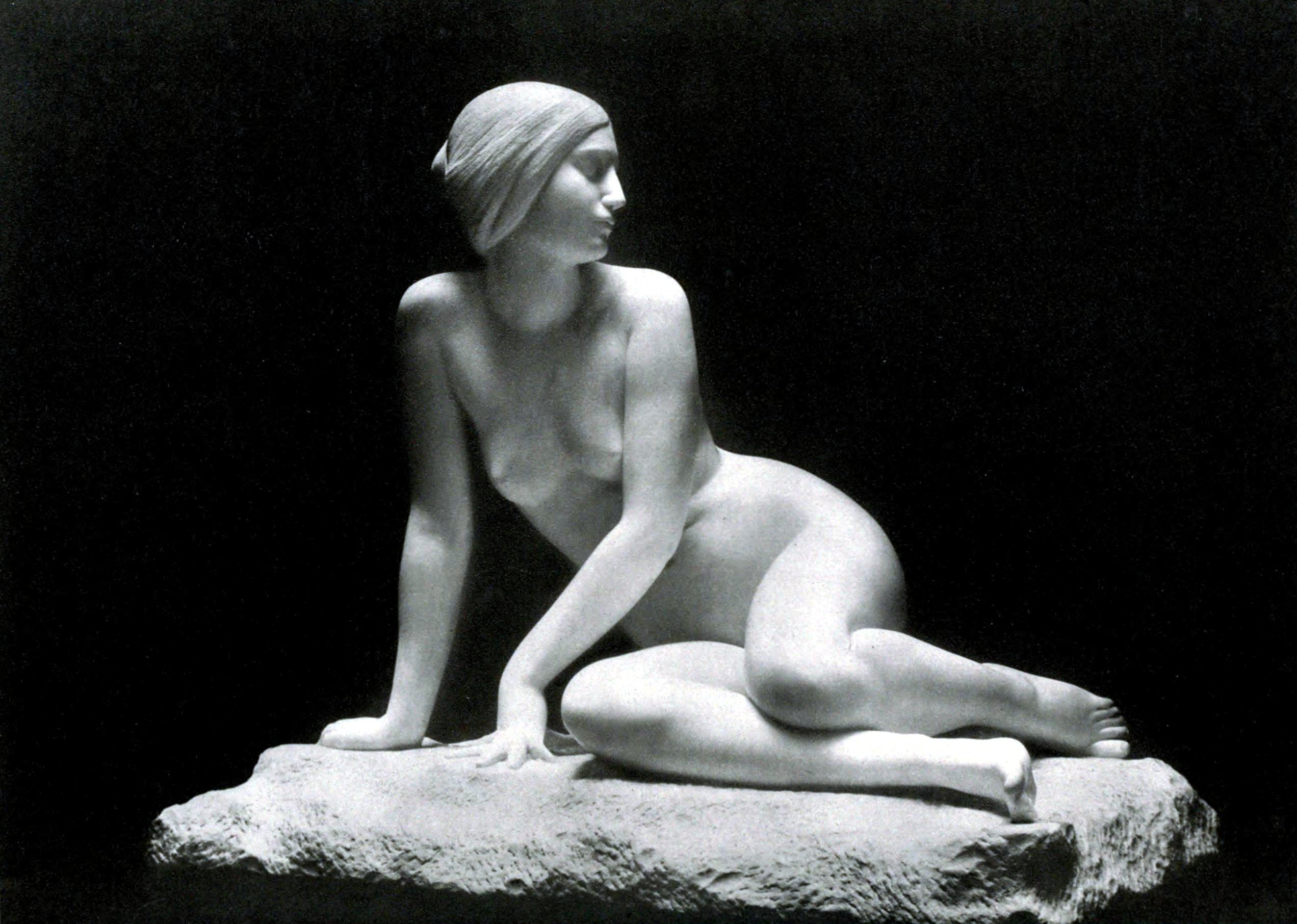
Maidenhood (1896), Brookgreen Gardens.
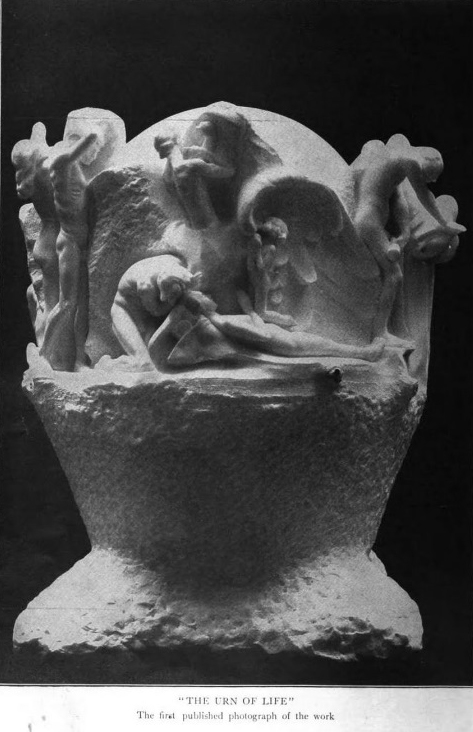
Urn of Life (1898-1900), Carnegie Museum of Art.
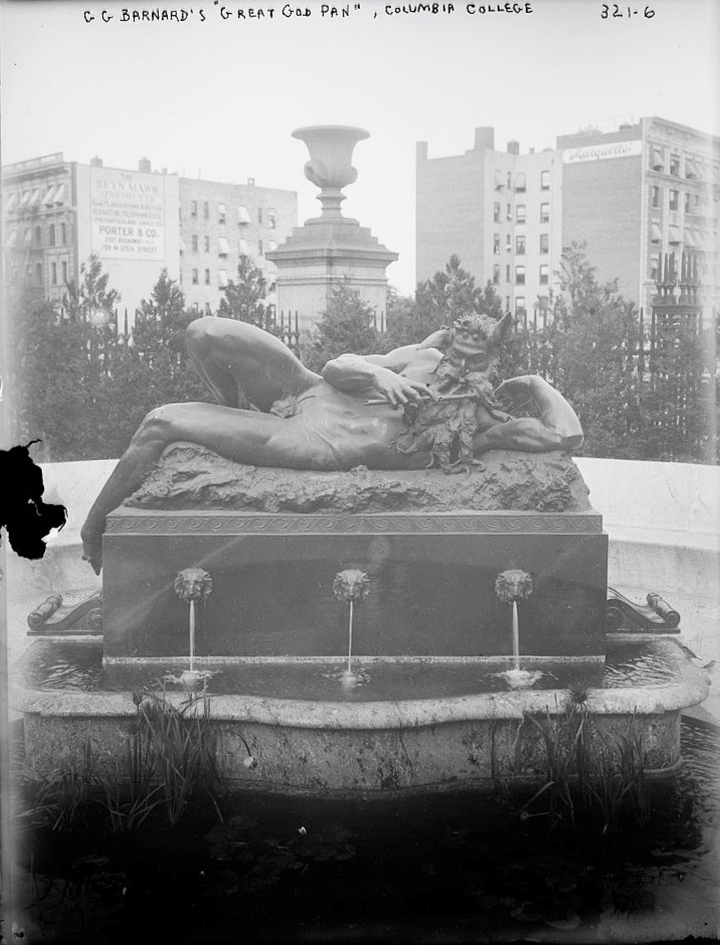
The Great God Pan (1899), Universidade Columbia, Nova Iorque
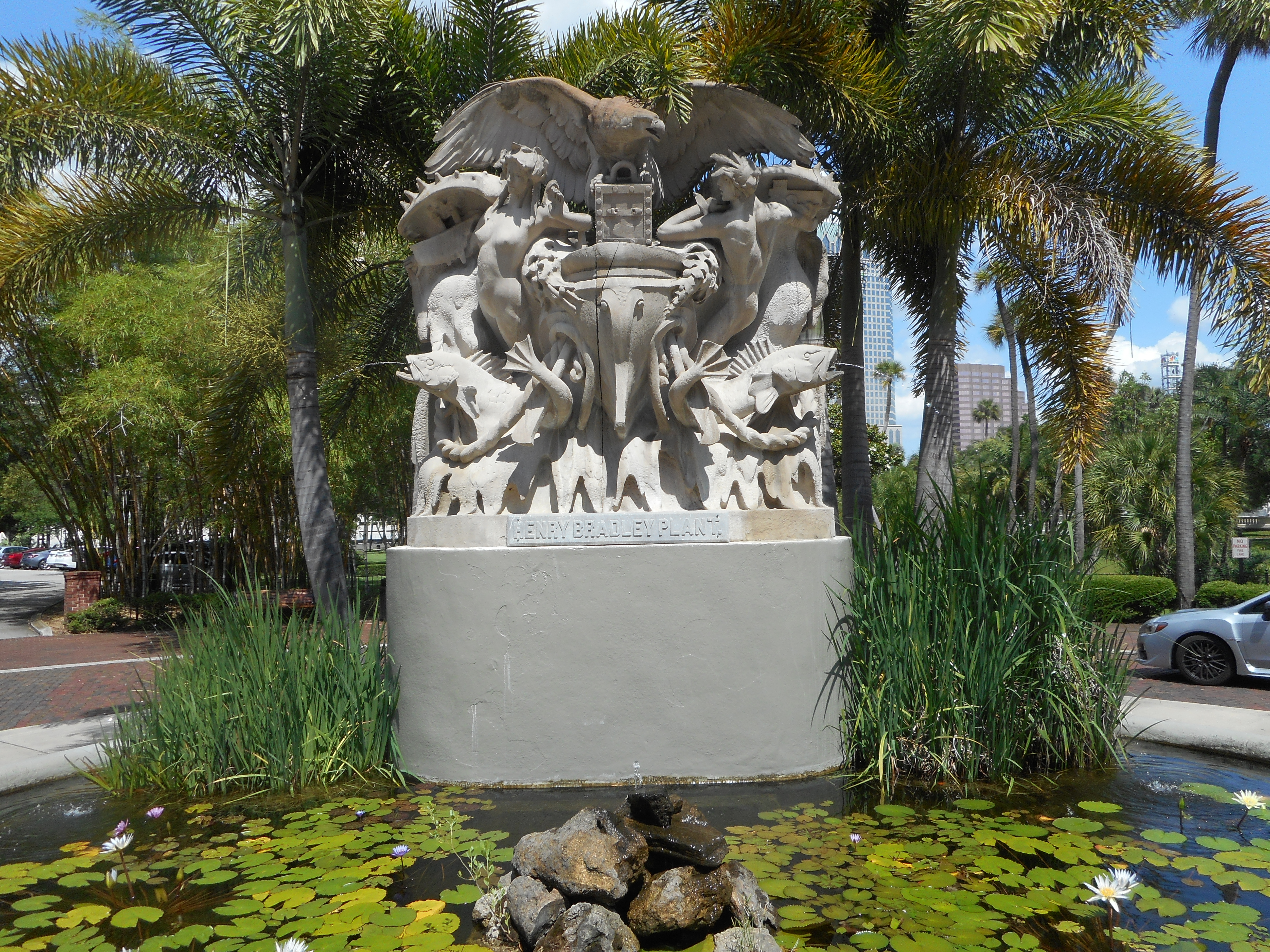
Transportation — Henry Bradley Plant Fountain (1900), Tampa, Flórida.
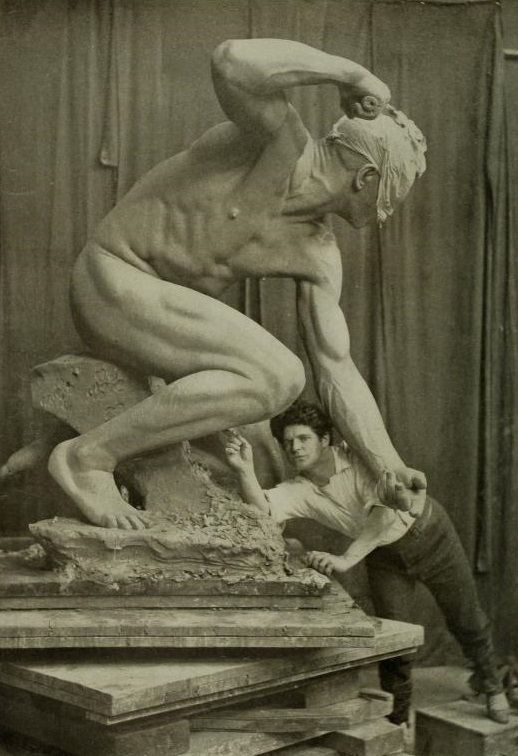
Barnard trabalhando em The Hewer (c. 1902).
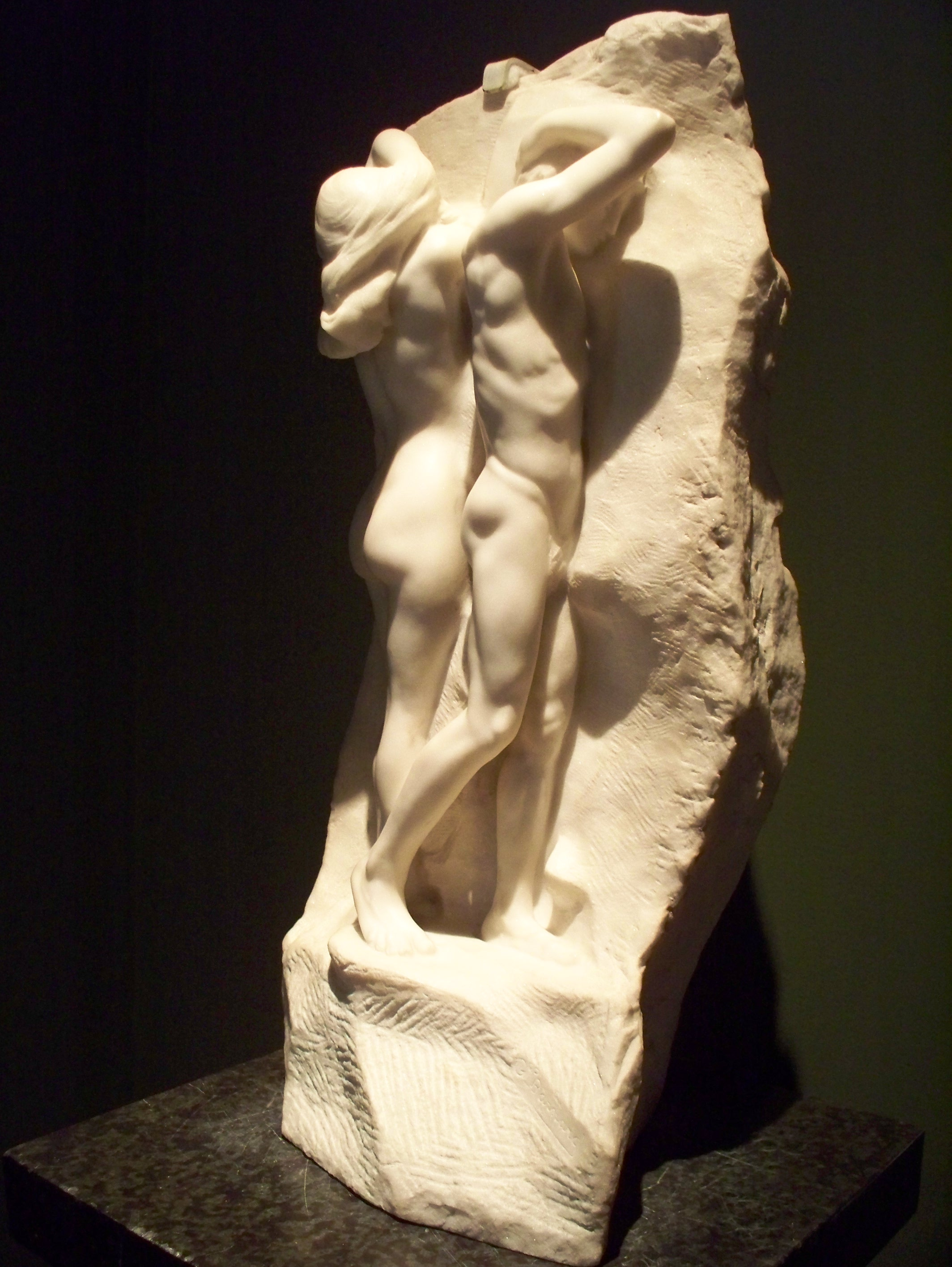
Solitude (Adam and Eve) (1906), Taft Museum of Art.
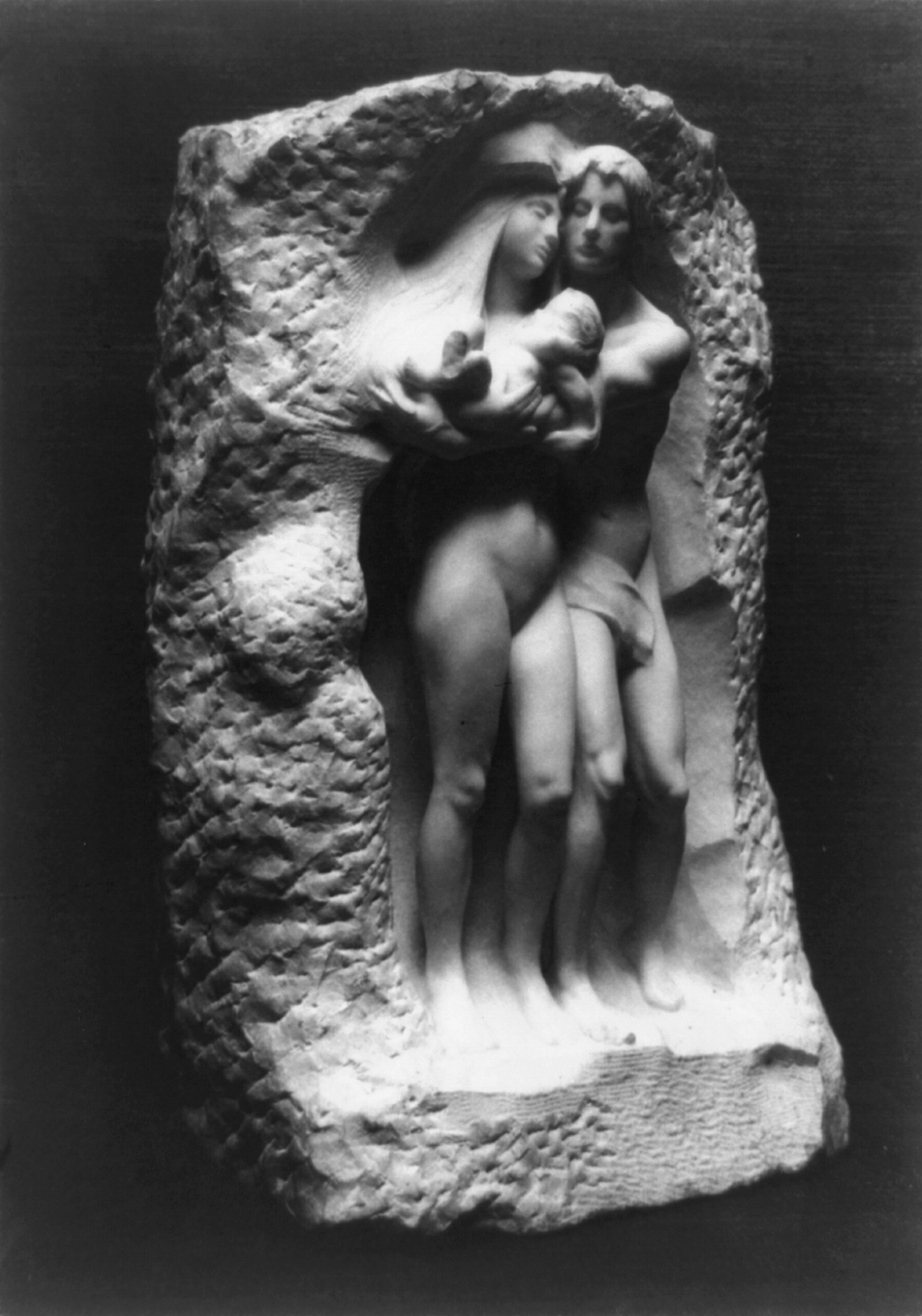
The Birth (1913).
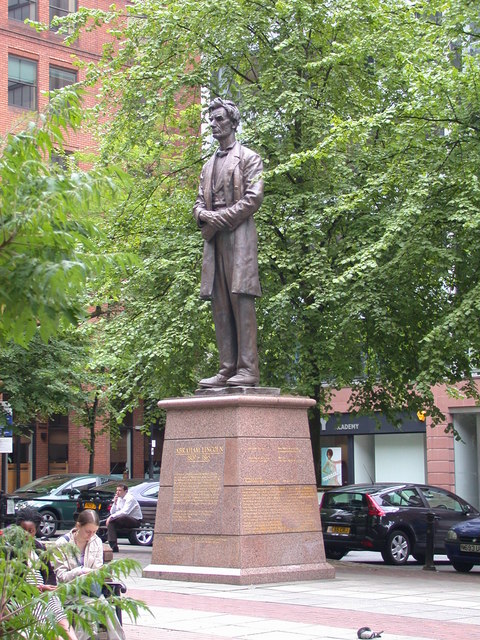
Abraham Lincoln (1919), Manchester, Inglaterra.
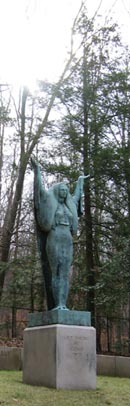
Let There Be Light (c. 1922), Clermont, Kentucky.

### Grupos de esculturas do Capitólio Estadual da Pensilvânia
Grupo norte: Love and Labor: The Unbroken Law (mármore, 1911), Capitólio Estadual da Pensilvânia, Harrisburg.
Grupo sul: The Burden of Life: The Broken Law (mármore, 1911), Capitólio Estadual da Pensilvânia, Harrisburg.

## Legado
- Entre os alunos de Barnard estavam Anna Hyatt Huntington, Abastenia St. Leger Eberle, Beatrice Chanler e Malvina Hoffman.[33]
- Barnard doou 100 de seus modelos de gesso para o Kankakee County Museum em Kankakee, Illinois.[34][a]
- Uma coleção de seus elementos arquitetônicos medievais está no Museu de Arte de Filadélfia.
- O George Gray Barnard Sculpture Garden foi criado em Bellefonte, Pensilvânia (sua cidade natal) em 1978.[38]